# Marco Arana

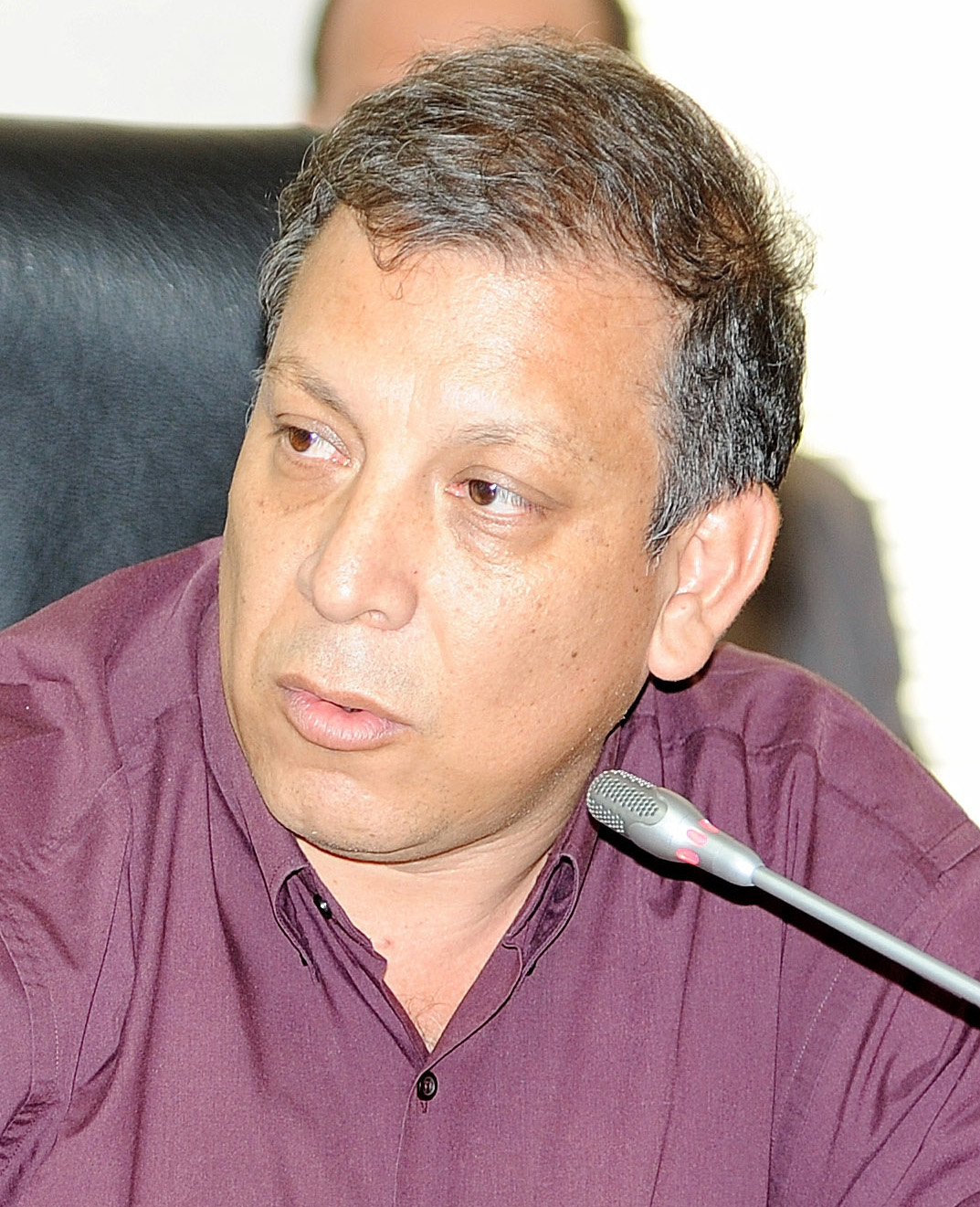
Marco Arana

Marco Arana Zegarra (* 20. Oktober 1962 in Cajamarca) ist ein peruanischer Umweltaktivist und Politiker.

## Leben
Arana, bis 2010 katholischer Priester der Diözese Cajamarca, gründete 2002 die Umwelt- und Menschenrechtsorganisation Grufides, in der sich der Protest gegen umweltgefährdende Abbaupraktiken des US-amerikanischen Bergbaukonzerns Newmont Mining in der Goldmine Yanacocha formiert.
2011 entstand über seine Arbeit der Dokumentarfilm Operación Diablo.
Von 2016 bis 2019 war Marco Arana Abgeordneter aus Cajamarca für das von Verónika Mendoza geleitete linke Wahlbündnis Frente Amplio por Justicia, Vida y Libertad im peruanischen Kongress. Bei der Parlamentswahl 2020 wurde er nicht wiedergewählt, ebenso wenig bei der Parlamentswahl 2021. Auch bei der Präsidentschaftswahl 2021 scheiterte er. Im ersten Wahlgang am 11. April 2021 erzielte er mit 0,37 % der Stimmen das drittschlechteste Ergebnis der 18 Kandidaten.

## Schriften (Auswahl)
- Resolución de Conflictos Medioambientales en la Microcuenca del Río Porcón, Cajamarca 1993–2002 (PDF; 2,5 MB). Doktorarbeit 2002, Pontificia Universidad Católica del Perú.

## Ehrungen
- 2004: Premio Nacional de la Coordinadora Nacional de Derechos Humanos
- 2005: Premio Nacional de Sociólogos del Perú
- 2006: Premio Eloy Rivas de la Coordinadora Nacional de Radios
- 2009: Hero of the Environment des Magazins Time
- 2010: Aachener Friedenspreis